# 十字架に捧ぐ七重奏
「十字架に捧ぐ七重奏」（じゅうじかにささぐセプテット）は、日本の女性歌手、彩音の14枚目のシングル。2010年8月25日に5pb.Recordsより発売された。

## 概要
- 前作「Angelic bright」以来5ヶ月半振りとなるリリースであり、2010年2作目のシングル。
- 表題曲はPCゲーム『11eyes -Resona Forma-』のオープニングテーマに起用されている。11eyesシリーズ関連曲は「Arrival of Tears」以来6作目となる[3]。
- カップリング曲はXbox 360用ゲームソフト『メモリーズオフ ゆびきりの記憶』のトゥルーエンディング・テーマに起用されている[3]。本曲の歌詞について「普段は右手でする“ゆびきり”を特別な時や特別な人とする時は左手でゆびきりをするのも素敵だなぁ。と言う思いから歌詞を書かせて頂きました。メモオフ10周年記念イベントでファンの皆さんとの握手会のあと、この気持ちに気が付くことができましたその気持ちも込めた楽曲に仕上がっています」と本人がコメントした[1]。
- 表題曲は3枚目のオリジナルアルバム『Lyricallya Candles』に収録され、カップリング曲はメモリーズオフ主題歌集『レジリエンス 〜Memories Off BEST〜』に収録されている。

## チャート成績
オリコン週間チャートで初登場45位を獲得し、初動売上は2,353枚を記録した。チャート登場回数は3回、累計3,370枚のセールスを記録した。

## 収録曲
| 全作詞: 彩音。 |                                         |           |           |       |      |
| #              | タイトル                                | 作詞      | 作曲      | 編曲  | 時間 |
| 1.             | 「十字架に捧ぐ七重奏」                  | 彩音      | 黒瀬圭亮  | IMAJO | 4:58 |
| 2.             | 「想い出はゆびきりの記憶へ」            | 彩音      | mo2       | mo2   | 5:20 |
| 3.             | 「十字架に捧ぐ七重奏」(off vocal)       | 彩音      |           |       | 4:58 |
| 4.             | 「想い出はゆびきりの記憶へ」(off vocal) | 彩音      |           |       | 5:20 |
| 合計時間:      | 合計時間:                               | 合計時間: | 合計時間: | 20:36 |      |

## 参加ミュージシャン
| 十字架に捧ぐ七重奏 - Chorus：彩音 - Guitar：IMAJO - Bass：田中亮輔 | 想い出はゆびきりの記憶へ - Chorus：彩音 - Sound Produce：Barbarian On The Groove |

## スタッフ・クレジット
| Recording Engineer：中島次郎 Mixing Engineer：中島次郎 (#1)、釼持昌義 (#2) Recording Studio：Studio 5pb. Mixing Studio: Studio 5pb. (#1)、Studio Bugstone (#2) Mastering Studio：Wonder Station Mastering Engineer：上田佳子 (F inc.) |